# Vaudricourt (Pas-de-Calais)
Pour les articles homonymes, voir Vaudricourt.
Vaudricourt est une commune française située dans le département du Pas-de-Calais en région Hauts-de-France.
La commune fait partie de la communauté d'agglomération de Béthune-Bruay, Artois-Lys Romane qui regroupe 100 communes et compte 275 327 habitants en 2021.

## Géographie

### Localisation
Localisée dans l'est du département du Pas-de-Calais, Vaudricourt est une commune située, à vol d'oiseau, à 4 km au sud de la commune de Béthune (aire d'attraction et chef-lieu d'arrondissement).
Le territoire de la commune est limitrophe de ceux de cinq communes.
Les communes limitrophes sont Fouquières-lès-Béthune, Drouvin-le-Marais, Hesdigneul-lès-Béthune, Houchin et Verquin.

### Géologie et relief
La superficie de la commune est de 2,99 km2 ; son altitude varie de 29  à   52 mètres.

### Hydrographie
Le territoire de la commune est situé dans le bassin Artois-Picardie.
La commune est traversée par trois cours d'eau :
- le Fossé d'Avesnes, d'une longueur de 9,41 km, qui prend sa source dans la commune d'Haillicourt et se jette dans la Blanche au niveau de la commune de Béthune[4] ;
- le Fossé des Sept, d'une longueur de 5,37 km, qui prend sa source dans la commune de Maisnil-lès-Ruitz et se jette dans le Fossé de Barlin au niveau de la commune[5] ;
- le Château du Prieuré Saint-Pry, d'une longueur de 1,1 km, qui prend sa source dans la commune et se jette dans le Fossé d'Avesnes au niveau de la commune de Fouquières-lès-Béthune[6].

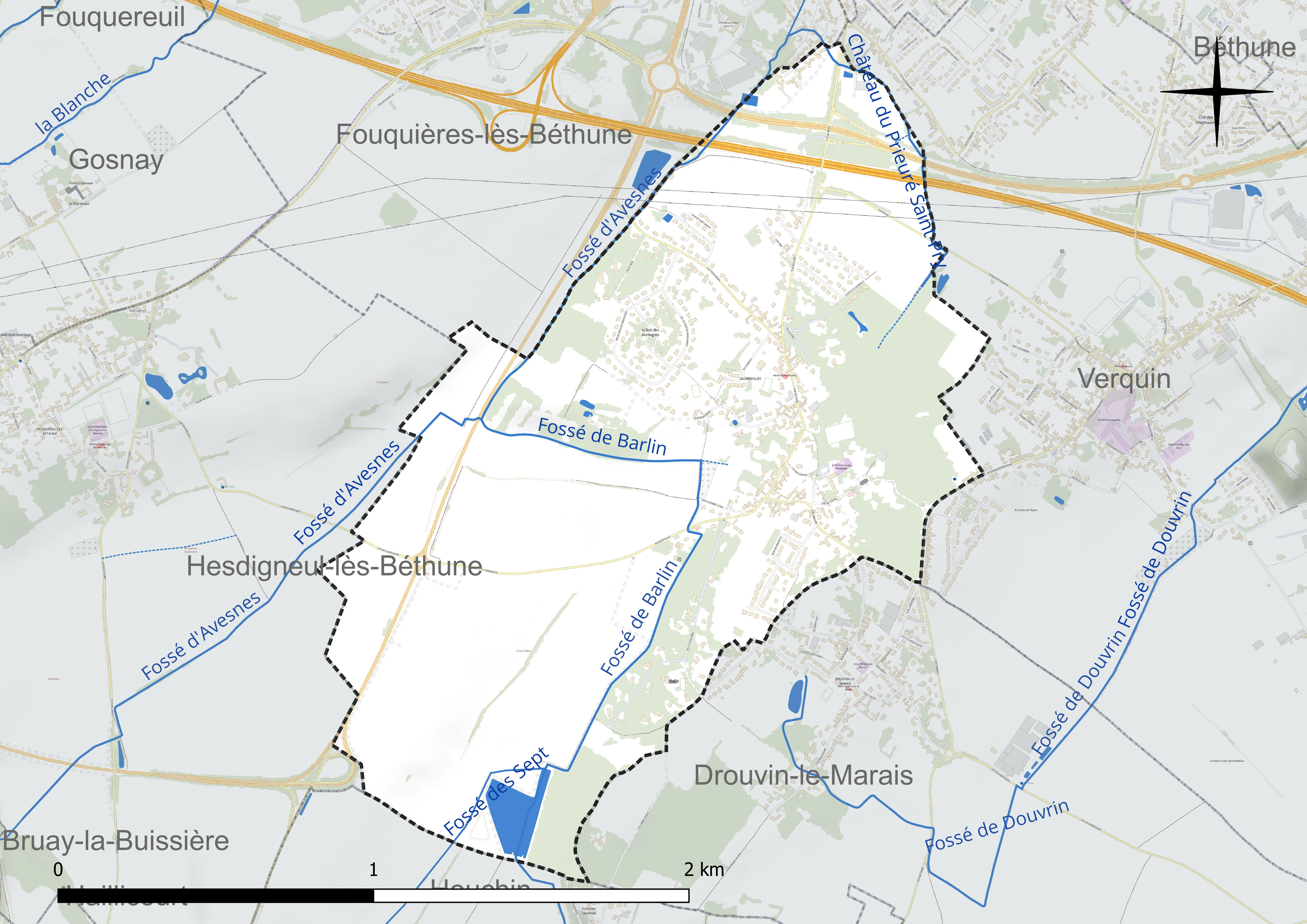
Réseau hydrographique de Vaudricourt.

### Climat
Pour des articles plus généraux, voir Climat des Hauts-de-France et Climat du Pas-de-Calais.
En 2010, le climat de la commune est de type climat océanique dégradé des plaines du Centre et du Nord, selon une étude du CNRS s'appuyant sur une série de données couvrant la période 1971-2000. En 2020, Météo-France publie une typologie des climats de la France métropolitaine dans laquelle la commune est exposée à un climat océanique et est dans la région climatique Côtes de la Manche orientale, caractérisée par un faible ensoleillement (1 550 h/an) ; forte humidité de l’air (plus de 20 h/jour avec humidité relative > 80 % en hiver), vents forts fréquents.
Pour la période 1971-2000, la température annuelle moyenne est de 10,5 °C, avec une amplitude thermique annuelle de 13,8 °C. Le cumul annuel moyen de précipitations est de 746 mm, avec 12,2 jours de précipitations en janvier et 8,9 jours en juillet. Pour la période 1991-2020, la température moyenne annuelle observée sur la station météorologique la plus proche, située sur la commune de Lillers à 12 km à vol d'oiseau, est de 11,1 °C et le cumul annuel moyen de précipitations est de 731,5 mm,. Pour l'avenir, les paramètres climatiques de la commune estimés pour 2050 selon différents scénarios d'émission de gaz à effet de serre sont consultables sur un site dédié publié par Météo-France en novembre 2022.

## Urbanisme

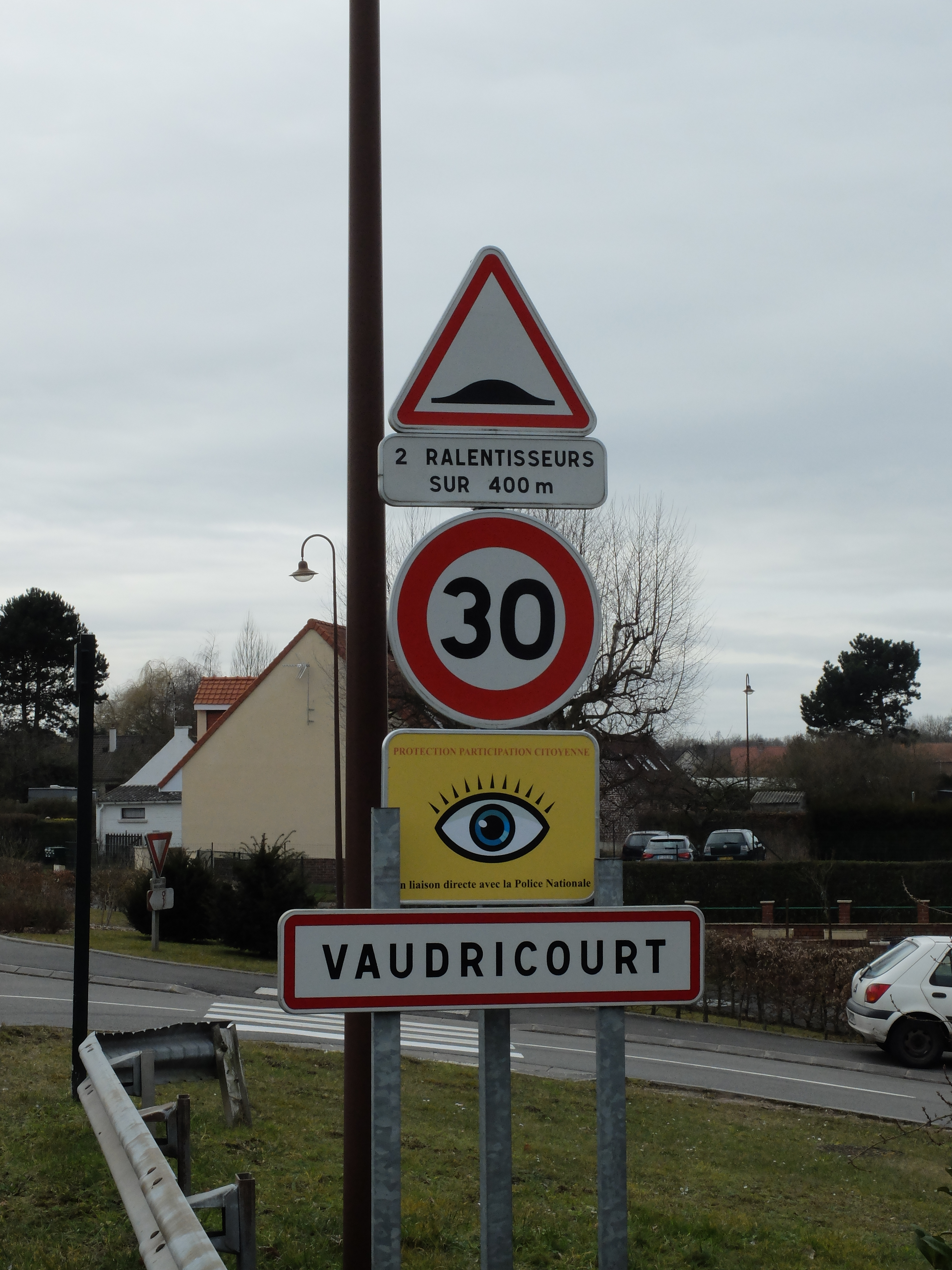
Une entrée de la commune.

### Typologie
Au 1er janvier 2024, Vaudricourt est catégorisée ceinture urbaine, selon la nouvelle grille communale de densité à sept niveaux définie par l'Insee en 2022.
Elle appartient à l'unité urbaine de Béthune, une agglomération inter-départementale regroupant 94  communes, dont elle est une commune de la banlieue,,. Par ailleurs la commune fait partie de l'aire d'attraction de Béthune, dont elle est une commune de la couronne,. Cette aire, qui regroupe 23 communes, est catégorisée dans les aires de 50 000 à moins de 200 000 habitants,.

### Occupation des sols
L'occupation des sols de la commune, telle qu'elle ressort de la base de données européenne d’occupation biophysique des sols Corine Land Cover (CLC), est marquée par l'importance des territoires agricoles (73,7 % en 2018), en diminution par rapport à 1990 (74,9 %). La répartition détaillée en 2018 est la suivante : 
terres arables (57,2 %), zones urbanisées (17 %), prairies (9,8 %), forêts (9,3 %), zones agricoles hétérogènes (6,6 %). L'évolution de l’occupation des sols de la commune et de ses infrastructures peut être observée sur les différentes représentations cartographiques du territoire : la carte de Cassini (XVIIIe siècle), la carte d'état-major (1820-1866) et les cartes ou photos aériennes de l'IGN pour la période actuelle (1950 à aujourd'hui).

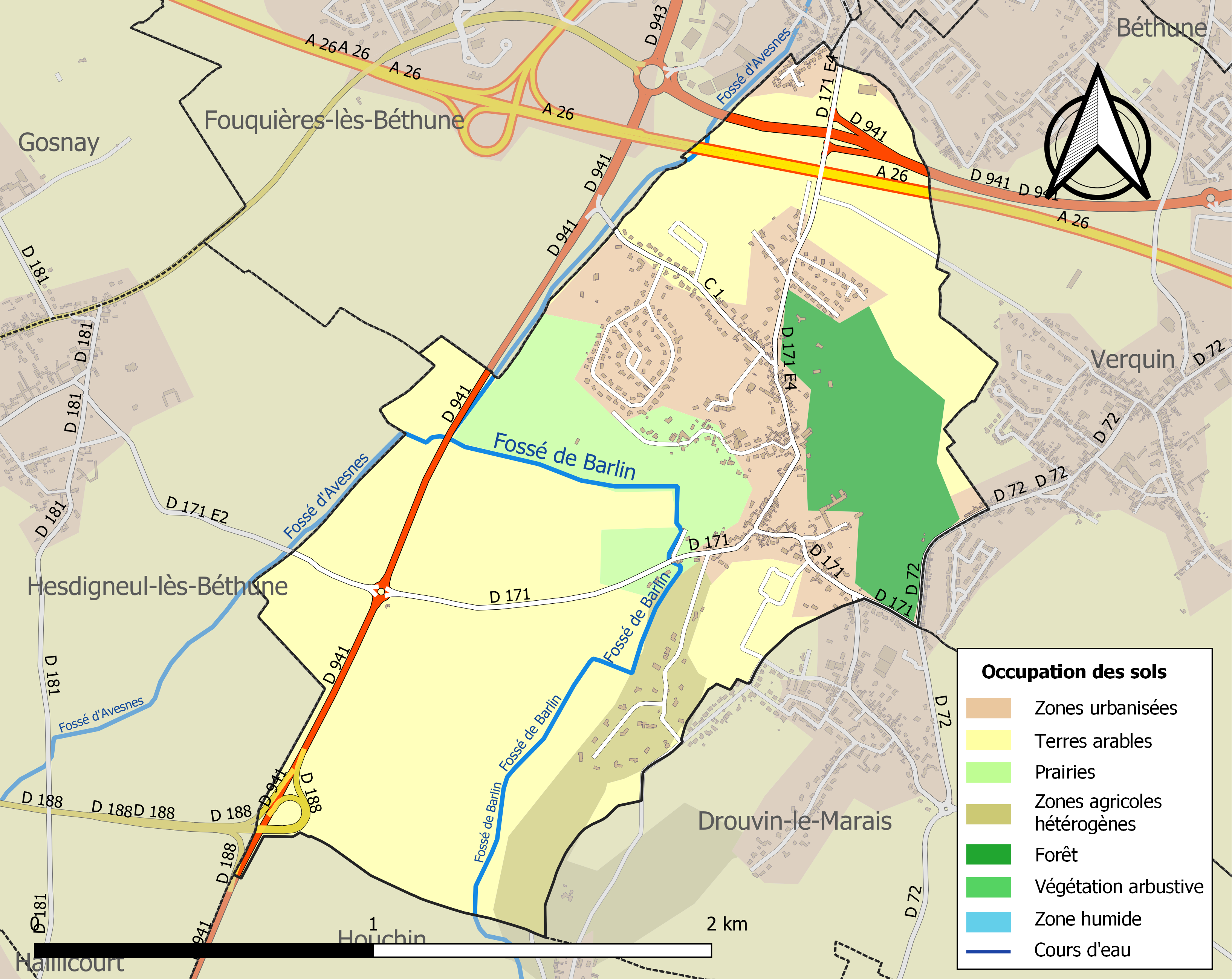
Carte des infrastructures et de l'occupation des sols de la commune en 2018 (CLC).

## Toponymie
Waudrericourt (vers 1165), Waudericourt (XIIIe siècle), Waudricort & Waudricourt (XVe siècle et jusque vers la fin de l'Ancien Régime).
L'appellatif toponymique -court (> français cour) est issu du gallo-roman CŌRTE (on rencontre également cet étymon donné sous les formes cortem ou  curtis dans les sources, le tout issu du latin classique cohors, cohortis), qui signifie « cour de ferme, ferme » ou encore « établissement agricole entouré d'un mur d'enceinte ».
Le premier élément Vaudri- représente le nom de personne germanique Walderic(us) / Waldric que l'on rencontre également dans Vaudricourt (Somme), Vaudrecourt (Haute-Marne), Vaudrémont (Haute-Marne, Waudrimont vers 1172), etc.

## Histoire
Vaudricourt est le siège d'une seigneurie avant la Révolution française .
Au XIIIe siècle, Josse de Vaudricourt est seigneur de Vaudricourt et de Nempont (Nempont Saint-Firmin?).
Nicolas de Gennevières, d'une famille originaire de Picardie, en Artois depuis le XIVe siècle, est seigneur de Waudricourt et Courchelettes. Il a épousé Marguerite Laurie, demoiselle dudit lieu et de Courchelettes, fille de Robert Laurie, écuyer, et de Jeanne de Gonnère.
Antoine Ier de Gennevières, fils de Nicolas, écuyer, est seigneur de Waudricourt et Courchelette.
Charles de Gennevières, fils d'Antoine, est seigneur de Waudricourt et Courchelette, écuyer, époux de Antoinette du Mont-Saint-Éloi. En 1544, il est appelé en qualité de gentilhomme aux États d'Artois. Ses descendants vont également être convoqués à ces États, et leurs filles acceptées dans toutes les nobles abbayes de Flandre.
Antoine II de Gennevières dit noble homme, fils de Charles, bénéficie le 9 février 1584, d'une exemption du droit de nouvel acquêt, (en tant que noble). Il est seigneur de Waudricourt et de Courchelettes.
Un de leurs descendants Antoine François de Gennevières est seigneur de Samettes  (hameau de Lumbres) en 1763.

## Politique et administration

### Découpage territorial
La commune se trouve dans l'arrondissement de Béthune du département du Pas-de-Calais.

#### Commune et intercommunalités
La commune est membre de la communauté d'agglomération de Béthune-Bruay, Artois-Lys Romane.

#### Circonscriptions administratives
La commune est rattachée au canton de Nœux-les-Mines.

#### Circonscriptions électorales
Pour l'élection des députés, la commune fait partie de la dixième circonscription du Pas-de-Calais.

### Élections municipales et communautaires

#### Liste des maires
| Période                                  | Période                    | Identité              | Étiquette | Qualité                         |
| ---------------------------------------- | -------------------------- | --------------------- | --------- | ------------------------------- |
| Les données manquantes sont à compléter. |                            |                       |           |                                 |
| mars 2001                                | 2008                       | Hervé Barras          |           |                                 |
| mars 2008                                | 2020                       | Roger Valet           |           | Réélu pour le mandat 2014-2020, |
| 23 mai 2020                              | En cours (au 8 avril 2022) | Jean-François Jurczyk |           | Professeur des écoles,          |

## Population et société

### Démographie

#### Évolution démographique
L'évolution du nombre d'habitants est connue à travers les recensements de la population effectués dans la commune depuis 1793. Pour les communes de moins de 10 000 habitants, une enquête de recensement portant sur toute la population est réalisée tous les cinq ans, les populations de référence des années intermédiaires étant quant à elles estimées par interpolation ou extrapolation. Pour la commune, le premier recensement exhaustif entrant dans le cadre du nouveau dispositif a été réalisé en 2006.

En 2022, la commune comptait 1 129 habitants, en évolution de +19,6 % par rapport à 2016 (Pas-de-Calais : −0,72 %, France hors Mayotte : +2,11 %).
| 1793 | 1800 | 1806 | 1821 | 1831 | 1836 | 1841 | 1846 | 1851 |
| ---- | ---- | ---- | ---- | ---- | ---- | ---- | ---- | ---- |
| 240  | 293  | 303  | 287  | 319  | 323  | 327  | 356  | 334  |

| 1856 | 1861 | 1866 | 1872 | 1876 | 1881 | 1886 | 1891 | 1896 |
| ---- | ---- | ---- | ---- | ---- | ---- | ---- | ---- | ---- |
| 361  | 377  | 388  | 406  | 411  | 394  | 392  | 404  | 416  |

| 1901 | 1906 | 1911 | 1921 | 1926 | 1931 | 1936 | 1946 | 1954 |
| ---- | ---- | ---- | ---- | ---- | ---- | ---- | ---- | ---- |
| 432  | 427  | 420  | 444  | 382  | 353  | 350  | 352  | 478  |

| 1962 | 1968 | 1975 | 1982 | 1990 | 1999 | 2006 | 2011 | 2016 |
| ---- | ---- | ---- | ---- | ---- | ---- | ---- | ---- | ---- |
| 460  | 454  | 668  | 897  | 863  | 867  | 886  | 880  | 944  |

| 2021  | 2022  | - | - | - | - | - | - | - |
| ----- | ----- | - | - | - | - | - | - | - |
| 1 104 | 1 129 | - | - | - | - | - | - | - |

#### Pyramide des âges
En 2018, le taux de personnes d'un âge inférieur à 30 ans s'élève à 29,2 %, soit en dessous de la moyenne départementale (36,7 %). À l'inverse, le taux de personnes d'âge supérieur à 60 ans est de 33,3 % la même année, alors qu'il est de 24,9 % au niveau départemental.
En 2018, la commune comptait 478 hommes pour 528 femmes, soit un taux de 52,49 % de femmes, légèrement supérieur au taux départemental (51,50 %).
Les pyramides des âges de la commune et du département s'établissent comme suit.
| Hommes | Classe d’âge | Femmes |
| ------ | ------------ | ------ |
| 0,2    | 90 ou +      | 0,2    |
| 9,4    | 75-89 ans    | 9,4    |
| 23,9   | 60-74 ans    | 23,6   |
| 20,9   | 45-59 ans    | 16,5   |
| 19,7   | 30-44 ans    | 18,1   |
| 8,9    | 15-29 ans    | 11,2   |
| 16,9   | 0-14 ans     | 21,0   |

| Hommes | Classe d’âge | Femmes |
| ------ | ------------ | ------ |
| 0,5    | 90 ou +      | 1,6    |
| 5,6    | 75-89 ans    | 8,9    |
| 16,7   | 60-74 ans    | 18,1   |
| 20,2   | 45-59 ans    | 19,2   |
| 18,9   | 30-44 ans    | 18,1   |
| 18,2   | 15-29 ans    | 16,2   |
| 19,9   | 0-14 ans     | 17,9   |

## Culture locale et patrimoine

### Lieux et monuments

#### Site classé
Un site classé ou inscrit est un espace (naturel, artistique, historique…) profitant d'une conservation en l'état (entretien, restauration, mise en valeur...) ainsi que d'une préservation de toutes atteintes graves (destruction, altération, banalisation...) en raison de son caractère remarquable au plan paysager. Un tel site justifie un suivi qualitatif, notamment effectué via une autorisation préalable pour tous travaux susceptibles de modifier l'état ou l'apparence du territoire protégé.
Dans ce cadre, la commune présente un site classé par arrêté du 23 avril 1934 : le gros tilleul, en bordure du chemin de la D 86 et près de son croisement avec le chemin d'Hesdigneul-lès-Béthune.

#### Monument historique
- L'église Notre-Dame. Elle fait l’objet d’une inscription au titre des monuments historiques par arrêté du 2 décembre 1946[35].

#### Autres lieux et monuments
- Le monument aux morts[36].
- La plaque aux morts de la paroisse[37].

### Légende
L'elficologue Pierre Dubois mentionne une légende particulière à Vaudricourt, un « magnifique cheval blanc » apparut sur la place du village pendant la messe de minuit et se laissa docilement chevaucher par des enfants, tout en allongeant son dos pour que vingt d'entre eux puissent s'y placer. Lorsque la messe s'acheva, il s'élança à toute vitesse et plongea dans une mare sans fond en noyant tous ses jeunes cavaliers. Depuis, ce cheval réapparaît à chaque nuit de Noël en portant ses victimes, fait le tour du village, rejoint son point de départ à minuit et disparaît dans un gouffre.

### Personnalités liées à la commune
- Joseph de Bretagne (1901-1986), ingénieur du son de plusieurs grands réalisateurs français y est né.

### Héraldique
| Armes de Vaudricourt | Les armes de Vaudricourt se blasonnent ainsi : d’or à la bande de gueules accompagnée de deux hures de sanglier de sable à dextre et d’une hure du même à senestre, au lambel de trois pendants d’azur brochant sur le tout en chef. |

## Pour approfondir

#### Bases de données, dictionnaires et encyclopédies
- Ressources relatives à la géographie :   - Insee (communes)
  - Ldh/EHESS/Cassini
- Ressource relative à plusieurs domaines :   - Annuaire du service public français
- Notices d'autorité :   - BnF (données)